# Konstrukcja w Procesie
Konstrukcja w Procesie – festiwal artystyczny, określany jako międzynarodowe zdarzenie artystyczne. Jego pierwsza edycja odbyła się w 1981 roku w Łodzi a ostatnia w 2000 roku w Bydgoszczy.

## Konstrukcja w Procesie
Konstrukcja w Procesie było to międzynarodowe święto sztuki, które w zależności od czasu i miejsca, za każdym miała inne oblicze. Pierwsza Konstrukcja w Procesie odbyła się w Łodzi, przy wsparciu Solidarności. Inicjatorem i organizatorem Konstrukcji w Procesie był polski artysta Ryszard Waśko, uczestnik Warsztatu Formy Filmowej w PWSFiT w Łodzi, który w 1980 roku wziął udział w międzynarodowej wystawie sztuki lat siedemdziesiątych „Pier + Ocean” w Hayward Gallery w Londynie. Dzięki tej wystawie powstała idea, aby zaprezentować sztukę zachodnią lat siedemdziesiątych w Polsce. Na zachodzie działania awangardy były znane i komentowane przez społeczeństwo, w Polsce w latach 80., poza obiegiem niezależnych galerii autorskich, praktycznie nie istniał dialog artystów ze społeczeństwem. W tej sytuacji organizacja pierwszej Konstrukcji w Procesie była dla Ryszarda Waśko niejako społecznym obowiązkiem, chęcią przybliżenia sztuki ludziom. Organizując Konstrukcję w Procesie Ryszard Waśko wprowadził sztukę zachodnią w przestrzeń publiczną Łodzi – przestrzeń objętą cenzurą i wyłączoną z działań artystycznych. Dziś wydaje się to nieprawdopodobne, lecz w 1981 r., w sytuacji kryzysu ekonomicznego i politycznego, Ryszard Waśko zaprosił do Łodzi artystów z zagranicy, którzy na własny koszt, bez żadnej pomocy instytucjonalnej, przyjechali tworzyć sztukę w przestrzeniach fabrycznych miasta. Dzięki wzajemnej pomocy i bezinteresownej współpracy artyści stworzyli sytuację, która wyzwoliła twórczą energię i sprawiła, że artyści chcieli ponownie uczestniczyć w wydarzeniu, które było nie tylko wystawą, lecz przede wszystkim otwartą, wspólną przestrzenią – pracownią dla artystów.
W latach 1981–2000 Konstrukcja w Procesie była organizowana przez stowarzyszenie pod nazwą Międzynarodowe Muzeum Artystów, które założyli Ryszard i Maria Waśko. Konstrukcja w Procesie odbyła się w wielu miejscach na całym świecie, m.in. tam, gdzie zachodziły istotne transformacje polityczne i kulturowe, w Łodzi (1981, 1990, 1993), w Monachium (1985), w Izraelu (1994), w Melbourne (1998) i w Bydgoszczy (2000). W 1993 roku, po zmianach politycznych w Polsce i w Europie Wschodniej, Łódź stała się siedzibą dla przedsięwzięcia o nazwie „Mój dom jest Twoim domem”. Ponad 100 artystów, krytyków i poetów (m.in. Allen Ginsberg) przybyło do Łodzi by wziąć w nim udział. W 1995 roku na pustyni Negev w Izraelu miało miejsce wydarzenie artystyczne o nazwie „Koegzystencja”, które zjednoczyło artystów izraelskich i palestyńskich we wspieraniu pokoju na Bliskim Wschodzie. W 1998 roku w Melbourne z udziałem artystów aborygeńskich i Azjatyckich zorganizowano wydarzenie artystyczne o nazwie „Most”. W 2001 roku w Wenecji zrealizowano projekt „Twórcy”, w którym wzięło udział ponad 100 artystów i poetów.
Dziś na świecie odbywa się wiele podobnych imprez, lecz na początku lat 80. w Europie Wschodniej Konstrukcja w Procesie była wydarzeniem niezwykłym. Amerykański artysta Richard Nonas określił je mianem takiego, „które ma miejsce tylko raz na pokolenie”.

## Łódź Biennale
Kontynuacją Konstrukcji w Procesie jest Łódź Biennale. Podczas Łódź Biennale 2006, zbiegającego się w czasie z 25-leciem pierwszej edycji Konstrukcji w Procesie, otwarte zostało Muzeum Konstrukcji w Procesie w pofabrycznych przestrzeniach należących do Łódź Art Center. W muzeum znajdują się dzieła powstałe podczas wszystkich edycji imprezy. W 2007 roku muzeum na czas nieokreślony zamknięto, a prace przeniesiono tymczasowo do Muzeum Sztuki.

## Cytaty
Artyści, którzy brali w tym udział, tak wspominają Konstrukcję w Procesie:
To bezkompromisowy show, który nie podąża za trendami w modzie., Prof. Manfred Schneckenburger, Monachium, 1985
Najbardziej nowatorski aspekt tej wystawy to przeniesienie istoty wydarzenia z prezentowania dzieł sztuki na szerokie pole działań, w którym zawiera się proces tworzenia sztuki, interakcja między artystami i wniknięcie artystów i prac w przestrzeń miasta., Gregory Volk, Art.+Text, 1994
Jedyny sposób, aby poznać prawdę o Konstrukcji w Procesie, to wziąć w niej udział., Sabine Russ, Neue Bildende Kunst, 1998

## Konstrukcja w Procesie I

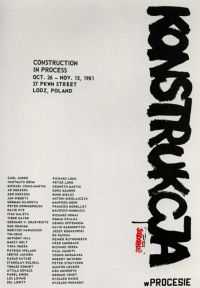
Konstrukcja w Procesie, plakat

Pierwsza Konstrukcja w Procesie odbyła się w 1981 roku w Łodzi.
Lista artystów biorących udział w wystawie

- Carl Andre
- Hartmut Boehm
- Michael Craig-Martin
- Ad Dekkers
- Ger Dekkers
- Jan Dibbets
- Norman Dilworth
- Peter Downsborough
- David Dye
- Ivan Galeta
- Tibor Gayor
- Gerhard V. Graevenitz
- Dan Graham
- Noriyuki Haraguchi
- Tim Head
- Anthony Hill
- Nancy Holt
- Patrick Ireland
- Servie Janssen
- Kazuo Katase
- Stanislav Kolibal
- Tomasz Konart
- Attila Kovacs
- Paweł Kwiek
- Les Levine
- Sol LeWitt
- Taka Limura
- Richard Long
- Peter Lowe
- Kenneth Martin
- Dora Maurer
- Rune Mields
- Antoni Mikołajczyk
- Manfred Mohr
- Francois Morellet
- Maurizio Nannucci
- Richard Nonas
- Roman Opałka
- Dennis Oppenheim
- David Rabinowitch
- Józef Robakowski
- Ed Ruscha
- Reiner Ruthenbeck
- Fred Sandback
- Richard Serra
- Paul Sharits
- Yoshio Shirakawa
- Robert Smithson
- Peter Struycken
- Günther Uecker
- Ken Unsworth
- Bernard Venet
- Ryszard Waśko
- Ryszard Winiarski

## Process und Konstruktion – Konstrukcja w Procesie II

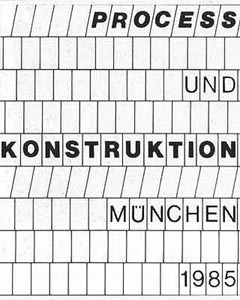
Konstrukcja w Procesie II, plakat

Druga edycja odbyła się w Monachium w 1985 roku.
Lista artystów biorących udział w wystawie

- Vito Acconci
- Janusz Bałdyga
- Tom Bills
- Hartmut Boehm
- Sjoerd Buisman
- Daniel Buren
- Gunter Demnig
- Norman Dilworth
- Ugo Dossi
- Peter Downsborough
- Charles Gaines
- Paul Gees
- Ewerdt Hilgemann
- Rebecca Horn
- Halina Jaworski
- Kazuo Katase
- Steven Keister
- Erika Kiffl
- Tomasz Konart
- Joseph Kossuth
- Les Levine
- Sol LeWitt
- Yutaka Matsuzawa
- Albert Mertz
- Rune Mields
- Antoni Mikołajczyk
- Francois Morellet
- Massimo Nannucci
- Maurizio Nannucci
- Ansgar Nierhoff
- Richard Nonas
- Roman Opałka
- Robert Ryman
- Fred Sandback
- Richard Serra
- Joel Shapiro
- Daniel Spoerri
- Pat Steir
- Hanne Tierney
- Ben Vautier
- Didier Vermeiren
- Ryszard Waśko
- Roger Welch
- Lawrence Weiner
- Ryszard Winiarski
- Michael Witlatschil

## Międzynarodowe Muzeum Artystów (The International Artists' Museum)
W 1989 roku artyści związani z organizacją Konstrukcji w Procesie założyli Międzynarodowe Muzeum Artystów. Na prezydenta został obrany Emmett Williams. Muzeum Artystów rozwinęło sieć biur na całym świecie.

## Back in Lodz – Konstrukcja w Procesie III
W 1990 roku Konstrukcja w Procesie powróciła do Łodzi.
Lista artystów biorących udział w wystawie

- Marcela Anselmetti
- Ilan Averbuch
- Janusz Bałdyga
- Reiner Barzen
- Terry Berkowitz
- Tom Bills
- Hartmut Boehm
- Monika Brandmeier
- Jean Pierre Brigaudiot
- Wojciech Bruszewski
- Peter D'Adostino
- Jacqueline Dauriac
- Barco Dimitrijevic
- Peter Downsborough
- Kristian Dubbick
- Bernd Eickhorst
- Wendy Elliott
- Lilli Engel
- Gene Flores
- Michael Galasso
- Klaus Geldmacher
- Jochen Gerz
- Leszek Golec
- Jerzy Grzegorski
- Ryszard Grzyb
- Marcia Hafif
- Tadashi Hashimoto
- Wolfgang Heinke
- Marygold Hodkinson
- Alexander Honory
- Peter Hutchinson
- Jean Luc Jehan
- Rolf Julius
- Wolf Kahlen
- Elżbieta Kalinowska
- Andromahi Kefalos
- Edmund Kieselbach
- Marek Kijewski
- Adam Klimczak
- Igor Kopystiansky
- Svetlana Kopystiansky
- Anna Kutera
- Romuald Kutera
- Emma J. Lawton
- Les Levine
- Sol LeWitt
- Taka Limura
- Emilio Lopez-Menchero
- Edward Łazikowski
- Milovan Markovic
- Jonas Mekas
- Rune Mields
- Antoni Mikołajczyk
- Teresa Murak
- Giovanni Nicolini
- John Nixon
- Richard Nonas
- Ann Noel
- Dennis Oppenheim
- Erick Oppenheim
- Paul Panhuysen
- Luigi Pasotelli
- Beverly Piersol
- Anna Płotnicka
- David Rabinowitch
- Margaret Raspe
- Daniel Reynolds
- Rafael Rheinsberg
- Józef Robakowski
- Ingrid Roscheck
- Nicolas Rowan
- Karin Sander
- Anthony Sansotta
- Eva Maria Schon
- Philip Smith
- Mikołaj Smoczyński
- Eric Snell
- Michael Snow
- Paweł Sobczak
- Marek Sobczyk
- Ann Thulin
- Hanne Tierney
- Sissel Tolaas
- Francesc Torres
- Tout
- Endre Tot
- Dagmar Uhde
- Micha Ullman
- Ken Unsworth
- Ian Wallace
- Maria Waśko
- Ryszard Waśko
- Lawrence Weiner
- Emmet Williams
- Xawery Wolski
- Brigida Wróbel-Kulik
- Marthe Wery
- Sofia Zezmer

## Mój dom jest twoim domem (My Home is Your Home) – Konstrukcja w Procesie IV
W 1993 roku w Łodzi odbyła się czwarta edycja Konstrukcji w Procesie.
Lista artystów biorących udział w wystawie

- Peter Akfen
- Driss Sans Arcidet
- Sam Auinger
- Ay-O
- Su Baker
- Barbara Banish
- Iwan Bala
- Krzysztof Bednarski
- Emilie Benes-Brzezinski
- Tom Bills
- Hartmut Boehm
- Andrea Blum
- Jean-Pierre Brigaudiot
- Jurgen Brockmann
- Brad Buckley
- Lillian Budd
- Rudiger Carl
- Mimmo Catania
- Xang-Jie Chang
- Igor Chatskin
- Henning Christiansen
- Krzysztof Cichosz
- Jean Clareboudt
- Wojciech Czajkowski
- Carsten Dane
- Marta Deskur
- Peter Downsborough
- Richard Dunn
- Daniel Dutrieux
- Marianne Eigenheer
- Elena Elagina
- Andrey Filippow
- Dieter Froese
- Bernhard Garbert
- Jarg Geismar
- Allen Ginsberg
- Janusz Głowacki
- Kenneth Goldsmith
- Toni Grand
- Grupa Łódź Fabryczna
- Wenda Gu
- Jusuf Hadzifejzofic
- Marcia Hafif
- Amy Hauft
- Robin Hill
- Sibylle Hofter
- Tom Homburg
- Sharon Horvath
- Andrzej Janaszewski
- Marek Janiak
- Jean-Luc Jehan
- Zhu Jinshi
- Joan Jonas
- Helen Jones
- Sven-Ake Johansson
- Laszlo Kerekes
- Nazzih Khire
- Yuiji Kitagawa
- Kay Kruger-Moths
- Włodek Książek
- Harald Kubiczak
- Tilman Kuentzel
- Ewa Kulasek
- Eve Laramee
- Laurenee Laure i Jean-Christophe Royoux
- Emma J. Lawton
- Richard Lerman
- Cecile Le Talec
- Sol LeWitt
- Philis Levin
- Russel Lynch
- Marcia Lyons
- Vusisizwe Mchunu
- Igor Makarevich
- Christian Marclay
- Jean-Charles Massera
- Helen Mayer i Newton Harrison
- Chistoph Meier
- Rune Mields
- Harry Miller
- Robert C. Morgan
- Tracy Morris i Paul Brewer
- Antonio Muntadas
- Markus Mussinghoff
- Benno Mutter
- David Nash
- Joshua Neustein
- Małgorzata Niedzielko
- Ann Noel
- Richard Nonas
- NOTORIOUS GROUP
- Mordechai Omer
- Dennis Oppenheim
- Erik Oppenheim
- Sean O’Reilly
- Yigal Ozeri
- Mark Palmer
- Paul Panhuysen
- Matthew Partridge
- Tadeusz Piechura
- Vera Pogodina
- Joanna Przybyła
- Yufen Qin
- Philip Rantzer
- Michal Rovner
- Patricia Ruiz-Bayon
- Robert Rumas
- Karin Sander
- Anthony Sansotta
- Roland Schefferski
- Gunnar Schmidt
- Buky Schwartz
- Glen Seator
- Seiji Shimoda
- Christopher Snee
- Ronny Someck
- Judith Shea
- Stuart Sherman
- Yuan Shun
- Suzy Sureck
- Maciej Toporowicz
- Francesc Torres
- Nicholas Tsoutas
- Dagmar Uhde
- Micha Ullman
- Ken Unsworth
- Hendri van der Putten
- Peter Vermeulen
- Henk Visch
- Gregory Volk
- David Wakstein
- Ryszard Waśko
- Jenny Watson
- James Welling
- Lawrence Weiner
- Kees Wevers
- Allan Wexler
- Emmett Williams
- Jack Whitten
- Ryszard Winiarski
- Michael Witlatschil
- Lynne Yamamoto
- Adem Yilmaz
- Harumi Yonekawa
- Sofia Zezmer
- Zhang Jianjun
- Konstantin Zvezdochatov

## Co-existence – Konstrukcja w Procesie V
W 1995 roku odbyła się 5 edycja Konstrukcji w Procesie - na pustyni Negew w Izraelu.

## The Bridge - Konstrukcja w Procesie VI
W 1998 roku szósta edycja została zorganizowana w Melbourne.
Lista artystów biorących udział w wystawie

- Ay-0
- Marcus Bergner
- Wendy Berick
- Lauren Berkowitz
- Tom Bills
- Hartmut Boehm
- Montien Boonma
- Małgorzata Borek
- Joan Brassil
- Tim Burns
- Karen Casey with Tim Cole
- Krzysztof Cichosz
- Henning Christensen
- Charlie Citron
- David Cranswick
- Maria Cruz
- Nick Curmi
- DAMP
- Domenico de Clario
- Agnes Denes
- Cor Dera
- Gu Dexin
- Anita Dube
- Avraham Eilat
- Martina Galvin
- Jårg Geismar
- Guillermo Gonzalez
- Ann Graham
- Jerzy Grzegorski
- Phillip Gudthaykudthay
- Edgar Harris
- Paweł Hartman
- Romuald Hazoume
- Binghui Huangfu
- Andrzej Janczewski
- Magdalena Jetelova
- Wolf Kahlen
- Oki Kano
- Fassih Keiso
- Dok Hi Kim
- Adam Klimczak
- Maureen Lander
- Sol Lewitt
- Mary Longman
- Rita McBride
- Alastair MacLennan
- Anna MacLeod
- Andrew Margululu
- Dhuwarrwarr Marika
- Tomasz Matuszak
- Dominique Mazeaud
- Peter Minygulu
- Markus Mussinghof
- Michael Nicholls
- John Nixon
- Ann Noël
- Bjǿrn Nǿrgaard
- Jittima Pholsawek
- Grzegorz Pleszyński
- Kerry Poliness
- Kim Power
- Josef Ramaseder
- Alwin Reamillo
- Józef Robakowski
- Cameron Robbins
- Lisa Roet
- Sabine Russ
- Mmakgabo Mmapula Sebidi
- William Seeto
- Josh Selman
- Paco Simon
- Tex Skuthorpe
- Christopher Snee
- Mariusz Sołtysik
- Mark Stoner
- Suzy Sureck
- Jon Tarry
- Neil Taylor
- Martine Pascale Tayou
- Ken Thaiday
- David Hugh Thomas
- Dagmar Uhde
- Micha Ullman
- M. S. Umesh
- Albertina Viegas
- Laura Vinci
- Miloš Vojtěchovský
- Gregory Volk
- Peter Walsh
- Maria Waśko
- Ryszard Waśko
- Wastijn & Deschuymer
- David Waters
- Naup Waup
- Lee Wen
- Emmett Williams
- Ah Xian
- Djalinda Yunupingu

## Ta ziemia jest kwiatem (This earth is a flower) – Konstrukcja w Procesie VII
W 2000 roku ostatnia edycja Konstrukcji w Procesie odbyła się w Bydgoszczy.
Lista artystów biorących udział w wystawie

- Maria Thereza Alves
- Katherine Armstrong
- John Axon
- Siarzuk Baberka
- Janusz Bałdyga
- Barbara Benish
- Maricn Berdyszak
- Elena Beriollo
- Mauro Bianchi
- Tom Bills
- Vladimir Biritski
- Margret Blondal
- Hartmut Böhm
- Monika Brandmeier
- Slawomir Brzoska
- Steve Buchanan
- Chandrasekaran S.
- Yaacov Chefetz
- Amarit Chusuwan
- Andrzej Ciesielski
- Mark Daniel Cohen
- Sylvie Courvoisier
- Witosław Czerwonka
- Vlasta Delimar
- Gunter Demnig
- Agnes Denes
- Tomasz Domański
- Peter Downsbrough
- Jacquie Dunn
- Jimmie Durham
- Barbara Edelstein
- Avram Eilat
- Tory Fair
- Jens Fånge
- Emilio Fantin
- Fred Firth
- Vadim Fishkin
- Gideon Gechtman
- John Gian
- Aleksandra Gieraga
- Matthew Gold
- Michael Goldberg
- Eugenia Gortchakova
- Lorenna Grant
- Izabella Gustowska
- Anne Graham
- Tadashi Hashimoto
- Romuald Hazoume
- Ulrike Hein
- Joanna Hoffmann
- Elżbieta Jabłońska
- Randy Jewart
- Joan Jonas
- Liliana Kadichevski
- Ahmad Kanaan
- Oki Kano
- Fassih Keiso
- Sora Kim
- Grzegorz Klaman
- Piotr Kurka
- Konrad Kuzyszyn
- Aleh Ladislau
- Algis Lankelis
- Via Levandovsky
- Vitaly Levchenya
- Les Levine
- Alicja Lewicka
- Oleg Ladysow
- Ivan Macha
- Brian Maguire
- Vlado Martek
- Antoni Maznevski
- Josiah McElheny
- Shirley Meshulam
- Robert C. Morgan
- Ikue Mori
- Florian Mutschler
- Anna Myca
- Warren Niesluchowski
- Ann Noël
- Richard Nonas
- Jüri Ojaver
- Dennis Oppenheim
- Ben Patterson
- Dorota Podlaska
- Doron Polak
- Grzegorz Pleszyński
- Steven Rand
- Dodi Reifneberg
- Daniel Reynolds
- Józef Robakowski
- Paul Rodgers
- Jon Rose
- Andreas Roth
- Sabine Russ
- Zygmunt Rytka
- Jack Sal
- Karin Sander
- Annika Carmen Schmidt
- William Seeto
- Michal Sedaka
- Christopher Snee
- Paco Simon
- Anatol Stepanenko
- Jon Tarry
- Pascale M. Tayou
- Richard Thomas
- Maciek Toporowicz
- Yvonne Troxler
- Dagmar Uhde
- M.S. Umesh
- Rebecca Quaytman
- Cedomir Vasic
- Albertina Viegas
- Richard Vine
- Gregory Volk
- Sharif Waked
- Regina Walter
- Ryszard Waśko
- Jürgen Weichardt
- Lilly Wei
- Kirsten Weiner
- Lawrence Weiner
- Emmett Williams
- Jeanne Wilkinson
- Mike Wodkowski
- Gary Woodley
- Lynn Yamamoto
- Wojciech Zamiara
- Zhang Jianjun